# Milhafre
Milhafre, também conhecido por milhano ou bilhano, é a designação comum dada às aves do género Milvus da família Accipitridae. Nos Açores a designação corresponde às aves da espécie Buteo buteo ssp. rothschildi, também chamadas queimado. Ainda é debatido sobre se o genero Milvus faz parte da sub familia Buteoninae ou de uma subfamilia propria chamada Milvinae

## Espécies
- Milhafre-preto (Milvus migrans)
- Milhafre-real (Milvus milvus)
- Milvus lineatus